# 주우한 대한민국 총영사관

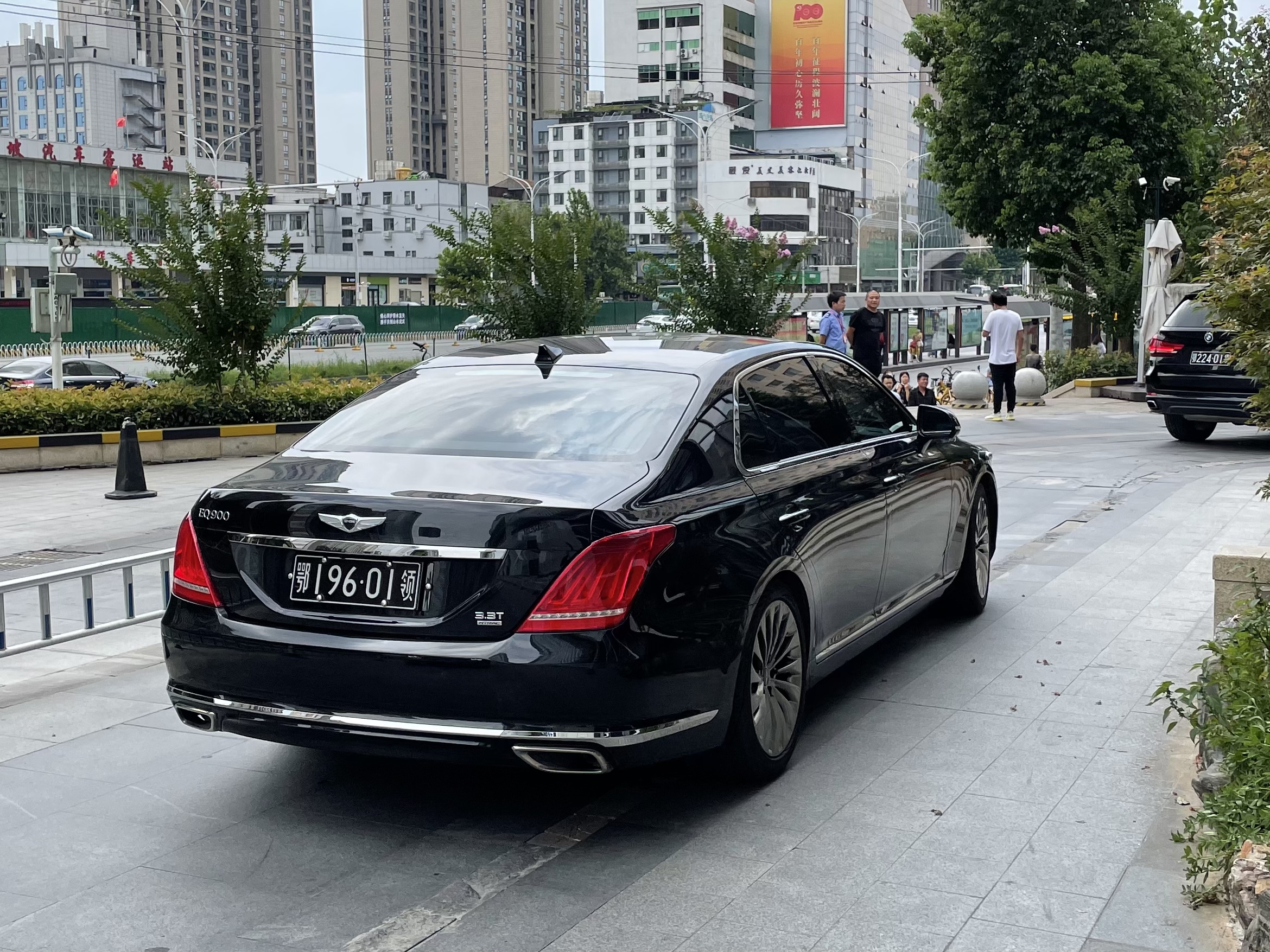
주 우한 대한민국 총영사관 차량번호판.

주우한 대한민국 총영사관은 2010년 중화인민공화국 후베이성 우한시에 개설된 대한민국 외교부 소속의 총영사관이다.

## 관할지역
- 후베이성
- 후난성
- 허난성
- 장시성[2]

## 역대 공관장
| 대수         | 성명           | 부임       |
| ------------ | -------------- | ---------- |
| 제1대 총영사 | 엄기성(嚴基成) | 2010년 1월 |
| 제2대 총영사 | 한광섭(韓光燮) | 2012년 3월 |
| 제3대 총영사 | 정재남(鄭載男) | 2015년 4월 |
| 제4대 총영사 | 김영근(金永瑾) | 2018년 4월 |
| 제5대 총영사 | 강승석(姜承錫) | 2020년 2월 |
| 제6대 총영사 | 하성주         | 2023년 1월 |

## 같이 보기
- 대한민국의 재외공관 목록
  - 주중국 대한민국 대사관
  - 주광저우 대한민국 총영사관
  - 주상하이 대한민국 총영사관
  - 주시안 대한민국 총영사관
  - 주칭다오 대한민국 총영사관
  - 주홍콩 대한민국 총영사관
- 중화인민공화국 주재 외국공관 목록
- 대한민국-중화인민공화국 관계